# Romeins leger
Het Romeinse leger (exercitus Romanus) zorgde deels voor de uitbreiding van de macht van Rome tot een wereldrijk. Zijn effectiviteit was te danken aan de bewapening, discipline, technieken en tactieken. Gedurende de eerste jaren van het rijk, vochten de Romeinen vooral met falanxen. Hierbij gebruikten ze een leger dienstplichtigen, Tarquinius Superbus, de laatste koning van Rome, ondervond dit aan levenden lijve, toen hij zijn volk slecht behandelde, zij kwamen in opstand, dus had hij ook geen leger meer, en verdreven hem. Later evolueerde deze techniek naar de acies triplex, waarbij ze manipels gebruikten. Gedurende de hervormingen van Marius, vormden ze zich om naar een beroepsleger en gebruikten ze legioenen en cohorten.

## Romeins Koninkrijk
Toen er in Rome nog koningen heersten, stelde een van hen, Servius Tullius, volgens de legende de comitia centuriata in die de basis zou vormen van het Romeinse leger. Omdat in Italië, vooral bij de Etrusken, een grote invloed van de Grieken heerste, is het mogelijk dat het leger toen veel weg had van het Oud-Griekse leger en de soldaten als hopliet waren bewapend, met een lange speer. Daarom was onder de Etruskische koningen de Griekse falanx de meest gebruikte strijdformatie. Tot aan de hervormingen van het leger door Gaius Marius zou het duren totdat het Romeinse volk een permanent (beroeps)leger had. Daarvoor werd een leger vaak gedeeltelijk opgetrommeld en ging het terug naar huis in de oogsttijd, want de meeste soldaten waren boeren. Voordat een leger op veldtocht vertrok werd het gezuiverd door het ritueel lustratio exercitus.

### Oorspronkelijke leger
Onder de eerste koning van Rome, Romulus, bestond de Romeinse maatschappij uit gentes, die in 80 curiae en drie tribi waren opgedeeld. Uit deze tribi werden 8000 pedites (infanterie) en 800 celeres (cavalerie) van aan hun gens gebonden mannen geselecteerd. De decimale indeling schijnt toen al te hebben bestaan, namelijk één cavalerie-eenheid per 10 infanterie-eenheden. Wel was er maar een legioen; het legioen was eigenlijk gewoon het hele leger. Oorspronkelijk bestond het Romeinse leger uit boeren, pas later werd er een beroepsleger gevormd. De reden daarvoor was dat bij afwezigheid van de man de boerderij vaak verliep. De gezinnen trokken vervolgens naar de steden, ze werden proletariërs genoemd. De invoering van een beroepsleger was bedoeld om te voorkomen dat er nog meer proletariërs kwamen. Beroepssoldaten waren ook een stuk effectiever doordat ze meer opleiding en training kregen.

### Hervormingen van Servius Tullius
Een belangrijk moment in de Romeinse geschiedenis was de introductie van het census onder Servius Tullius. Op grond van rijkdom verdeelde hij burgers in zes klassen. Uit dezen werden milites gerekruteerd naar de uitrusting die zij zich zouden kunnen veroorloven en de noden van de staat. Arme burgers werden vrijgesteld van dienstplicht, want ze konden hun uitrusting niet betalen en zouden niet gemotiveerd zijn.
Uit de rijkste klasse werd de zwaarbewapende infanterie gerekruteerd, uitgerust als de Griekse hopliet met helm, rond schild (clipeus), scheenplaten en borstplaat, alle van brons, die een speer (hasta) en zwaard (nog niet een gladius) droegen. In de strijd volgden zij het principe van de acies triplex. De eerste en tweede acies (linies), die waren samengesteld uit principes en hastati, stonden vooraan opgesteld. De triarii of "derde rang", die uit veterani bestond, werd in reserve gehouden. Uit de naam hastati, kunnen wij afleiden dat de hasta, een speer, het wapen was dat de voorkeur genoot. De Triarii waren uitgerust met een lange speer of piek, een schild en zware pantser.
Manschappen uit de lagere klassen (rorarii en accensi) waren lichtbewapend met een werpspeer (verutum). Zij werden zonder twijfel ingezet voor inleidende schermutselingen, die verwarring moest zaaien onder de vijandelijke gelederen voor de werkelijke veldslag een aanvang nam.
Zowel de officieren als de cavalerie behoorden ofwel niet tot een van de zes klassen ofwel waren ze allemaal van de eerste klasse. Indien de adel boven de zes klassen stond, waren zij van senatores of equites. De cavalerie bleef een aristocratisch bastion tot de introductie van de gemotoriseerde oorlogvoering.

## Romeinse Republiek
De Romeinse Republiek bestond van 509 tot 27 v Chr. In deze periode werd het leger verder verbeterd. Zo ontstonden er meerdere legioenen. Die werden geleid door twee consuls, de Tribunus militum, die verscheen in 331 v.Chr.. Er werd soldij uitbetaald sinds 396 v.Chr.. Zo werd het ook voor arme burgers mogelijk tot het leger toe te treden (107 v.Chr.). Een andere verandering was de uit gebruik name van de falanx, want de Romeinen hadden nu snel verplaatsbare legers nodig, vooral in hun oorlogen tegen de Samnieten en de Galliërs.

### Hervormingen van Marcus Furius Camillus
Begin 4e eeuw v.Chr. zou volgens de Romeinen Marcus Furius Camillus het leger hebben hervormd en de legiones hebben ingevoerd ter vervanging van de hoplieten. Voortaan kende men manipels in het Romeinse leger. Dit werd nodig omdat het leger beter geplande operaties moest uitvoeren. Nu werden de soldaten niet meer ingedeeld volgens rijkdom, maar volgens ervaring. Ook hoefde men niet meer voor de eigen wapens te zorgen, want die werden nu geleverd door de staat. Een uitzondering waren de Equites, die voor hun eigen paarden moesten zorgen.

### Hervormingen van Publius Cornelius Scipio Africanus
Vanaf ongeveer 210 v.Chr. zou een van Rome's grootste generaals, Publius Cornelius Scipio als eerste zijn legers drillen tot een echte geduchte vechtmachine en haar aldus een zeker professionalisme geven. Dit zou de doorslag geven in de Tweede Punische Oorlog. Hij integreerde de Numidische cavalerie in het Romeinse leger.

### Hervormingen van Gaius Marius
De belangrijkste innovatie van Gaius Marius rond 100 v.Chr. was naast de vernieuwde indeling van de Romeinse legioenen, het feit dat voortaan ook uit de lagere sociale de klassen gerekruteerd kon worden. Het soldatenleven was voor mannen uit lagere klassen een relatief aantrekkelijker optie dan voor de wat rijkere Romeinen. Zo ontstond de beroepssoldaat. In werkelijkheid verliep dit proces zeer geleidelijk en valt het niet aan enige hervorming van Marius toe te schrijven. De professionalisering van het leger was al eerder ingezet en de proletarising verhinderde niet dat ook onder Marius de op cijns gebaseerde dienstplicht dominant bleef.
De eerste legioenen kenden vijf standaarden: adelaar, wolf, minotaurus, paard en beer. In 104 v.Chr. schafte Marius alle veldtekens af met uitzondering van de adelaar, het symbool van Jupiter. De standaarden waren erg belangrijk voor de legioenen. Het verliet de legerplaats pas als het legioen als geheel verder trok. Het waren belangrijke verzamelpunten tijdens veldslagen en het verlies ervan was een grote schande. Er werd bijvoorbeeld een enorme krachtinspanning geleverd om de adelaars die in 53 v.Chr. verloren waren gegaan, terug te krijgen. Ook had een legioen vaak een eigen herkenningsteken.
Met het woord 'legioen' werd in eerste instantie het hele leger bedoeld. Pas in de 4e eeuw v.Chr. bestond de strijdmacht uit meerdere legioenen. Vanaf de tijd van Marius bestond een legioen op volle sterkte uit tien cohorten met in totaal 5120 man. Een gewone cohort telde 480 soldaten, verdeeld over zes centuriën van 80 man, maar de eerste cohort van het legioen, waarin de beste soldaten zaten, bestond uit vijf dubbele centuriën van 160 man. Elke centurie werd aangevoerd door een centurio, een uit de manschappen afkomstige onderofficier.
De kleinste eenheid die zelfstandig kon opereren, was de uit twee centuriën bestaande manipulus (handvol). De centurie zelf viel weer uiteen in tien contubernii (tenten) van elk acht man sterk. De legioencommandant of Legatus legionis, meestal een senator, had zeven hoofdofficieren onder zich - één praefectus en zes tribuni militum. Deze laatsten selecteerden de soldaten.

## Romeinse Keizerrijk
Het Romeinse leger tijdens het principaat vanaf 27 v.Chr. is een directe voortzetting van het leger in de Romeinse Republiek. Alle hervormingen die Marius en anderen hadden ingevoerd, bleven gehandhaafd. De voornaamste wijzigingen waren dat de keizer nu opperbevelhebber van alle legioenen werd en de pretoriaanse garde werd ingevoerd. Het leger kreeg in toenemende mate een politieke rol, wat uiteindelijk culmineerde in het Vierkeizerjaar en later in de z.g. Soldatenkeizers.

### Het principaat

#### De burgeroorlogen en hun nasleep
Augustus schreef, in zijn Res Gestae, hoe hij op zeventienjarige leeftijd een leger ronselde om de Romeinse Republiek te bevrijden van de eeuwige twisten tussen verschillende politieke facties. De ongeveer 60 legioenen die in de burgeroorlog actief waren, werden gereorganiseerd, soms samengevoegd (de z.g. Gemina ("tweeling") legioenen waren hiervan het resultaat), soms opgeheven, veteranen kregen eervol ontslag, benoemde legati in alle provincies waar een legioen was gestationeerd en behield het imperium aan zichzelf voor. Tevens richtte hij de pretoriaanse garde op, wat later nog serieuze consequenties zou hebben.
Anders dan republikeinse tijden, toen een legeraanvoerder bij zijn troepen was en door zijn aanwezigheid tot loyaliteit inspireerde (bijvoorbeeld Gaius Julius Caesar), werd het mogelijk dat een aan de grens gestationeerde legionair gedurende zijn hele diensttijd de man voor wie hij vocht nooit te zien kreeg. Het grote gevaar was dus dat de legioenen trouw zouden zweren aan een populaire commandant en in opstand zouden komen, zoals ook inderdaad gebeurd is. Bijvoorbeeld in het beruchte vierkeizerjaar en de aanloop daarheen. Om de keizer in de gedachten van de troepen te houden werd een imaginifer, een "beeltenisdrager" aan de legioenen toegevoegd en de legerleiding werd aan verwanten van Augustus, zoals Drusus en Tiberius toevertrouwd en werd getracht het rijk uit te breiden tot aan de Elbe. De slag bij het Teutoburgerwoud in 9 na Chr., waarbij drie legioenen (het XVIIe, XVIIIe en XIXe) werden vernietigd, was de enige zware nederlaag die in deze tijd werd geleden. Sindsdien zijn de Donau en de Rijn in Germania de grenzen van het Romeinse Rijk gebleven.

#### Onrust in de legioenen
Het beleid van Imperator Caesar Augustus was tijdens zijn leven, en waarschijnlijk vanwege zijn reputatie, zeker succesvol, maar na zijn dood in 14 n.Chr. werden de eerste tekenen van onvrede in de legioenen zichtbaar. Verschillende legioenen in Pannonia en Germania Inferior kwamen in opstand. Tiberius volgde het voorbeeld van Augustus door de legerleiding in handen van Germanicus en Drusus te geven.
De oorzaken van deze opstanden, de grieven van de legionairs, zijn ons door Tacitus overgeleverd en hebben voornamelijk betrekking op de leefomstandigheden van de milites. Men eiste een hogere soldij en een kortere diensttijd, ontslag voor veteranen, een einde aan de treiterijen door de centurio's en een regeling voor het afkopen van corvee-diensten, wat de legionairs een groot deel van hun soldij kostte.
Het meest verontrustende aan de situatie was dat de legioenen Germanicus aanboden hem tot Princeps uit te roepen. Dit was niet de eerste keer dat door militaire macht de leiding van het Romeinse Rijk werd betwist. Tenslotte deden Gaius Julius Caesar en zijn tegenstanders niets anders. Nieuw was wel dat dit de eerste keer was dat de legioenen zelf het initiatief namen. Iets dat later in de aanloop tot het Vierkeizerjaar eerder regel dan uitzondering werd.

#### De pretoriaanse Garde en haar commandanten
In Rome kreeg de commandant van de pretoriaanse garde, Lucius Aelius Seianus die na de dood van Augustus was aangesteld, steeds meer invloed op Tiberius doordat hij, als enige bepaalde wie toegang tot de keizer had en wie niet. De keizer verbleef op Capri en hoorde via Seianus wat er in Rome gebeurde. Hij stookte de gemoederen op tegen Agrippina, de weduwe van Germanicus en wist zich zelfs door een huwelijk aan de keizerlijke familie te verbinden. Uiteindelijk werd hij door Tiberius zelf ten val gebracht en op zijn orders terechtgesteld, en, op voorstel van Caligula vervangen door Macro, die zo mogelijk nog erger was. Door hun directe toegang tot de princeps en hun vertrouwenspositie als lijfwacht, had de Garde een aanzienlijke macht, want zonder deze garde was een keizer zijn leven niet zeker. Zij waren de gewapende macht die de princeps in het zadel hield.

#### Het Vierkeizerjaar
De invloed van het leger, zowel de legioenen als de pretoriaanse garde clumineerde uiteindelijk in het vierkeizerjaar. Na de mislukte opstand van Vindex boden de legioenen hun (populaire) commandant Verginius Rufus tot drie keer toe het principaat aan, maar uiteindelijk is het Servius Sulpicius Galba die, eveneens steunend op de legioenen de macht grijpt. De Julisch-Claudische dynastie is ten einde en de Romeinen beseffen dat men niet in Rome hoeft te zijn om keizer te worden. Zelfs de mythe dat het Julische huis direct van Venus afstamt en de princeps daarmee een goddelijk mandaat geeft, is niet langer een garantie.
De machtsgreep van Servius Sulpicius Galba resulteert niet alleen in een bloedbad bij de Milviusbrug onder de ongewapende milites van het Eerste legioen classica dat door Nero in allerijl was opgericht, maar heeft eveneens als consequentie dat Rome zelf nu onderdak biedt aan een grote hoeveelheid legionairs. Wat belangrijker is, de legioenen aan de noordelijke limes, met name in Germania Inferior beseffen dat hun macht groter is dan gedacht. Er is dan ook maar een gewetenloze commandant, Aulus Vitellius voor nodig om een opstand te ontketenen. Ondertussen kiezen de pretoriaanse garde en de in Rome gelegerde troepen een andere kant en helpen Otho aan de macht. Galba en zijn beoogd opvolger Piso worden vermoord en het Romeinse Rijk valt opnieuw ten prooi aan een verschrikkelijke burgeroorlog.
Uiteindelijk is het Vespasianus die, gesteund door de legioenen uit het oostelijk gedeelte van het rijk, als overwinnaar, als men deze term mag gebruiken, uit de bus komt. Hij is een militair, een aangezien generaal die zijn sporen heeft verdiend met het neerslaan van de Joodse Opstand. De bedreiging van buitenaf, in de vorm van de Opstand van de Bataven, wordt handig gebruikt om de legioenen af te leiden van hun politieke invloed en het rijk opnieuw te verenigen en de Flavische dynastie neemt zijn aanvang.

### Het dominaat
Onder Diocletianus werd de macht van de pretoriaanse garde verminderd (284), om ten slotte door Constantijn de Grote (307 - 337) definitief te worden afgeschaft. Het zou ook Diocletianus zijn die het aantal legionairs optrok van 150.000-200.000 tot 350.000-400.000 man, hierbij eerder kiezen voor kwantiteit dan kwaliteit.
Onder het Dominaat werd het aantal legioenen vergroot en het Romeinse leger uitgebreid. Er is geen bewijs dat de legioenen in hun vorm wijzigden voor de Tetrarchie, maar er is bewijs dat ze kleiner waren dan ze op papier zouden moeten zijn. De laatste vorm van het legioen vond zijn origine in de elitetroepen van de Legiones palatinae opgezet door Diocletianus en de Tetrarchs. Deze waren infanterie eenheden van rond de 1000 man, in plaats van de gebruikelijke 5000, inclusief cavalerie. Het leek meer op een flinke cohorte uit de oude tijd. Zulke een korps werd ook met een nieuwe naam numerus aangeduid. De eerste Legiones palatinae waren de Lanciarii, Joviani, Herculiani en de Divitenses.

## Ontwikkelingen in de 3e, 4e en 5e eeuw
Tijdens de derde en vierde eeuw werden veel bestaande grensforten versterkt om hen beter verdedigbaar te maken, alsook werden er nieuwe forten met sterkere verdedigingen gebouwd. De interpretatie van deze defensieve neiging heeft gezorgd voor stof voor discussie of het leger nu een terugtrekkende defensieve positie aannam of dat het een positie aannam met de gedachte "aanval is de beste verdediging", zoals in het begin van het Principaat. Veel elementen van het latere legers verdedigingswerken lijken goed op degene die gebruikt werden voor deze laatste tactiek, zoals de locatie van de forten, die erg dicht bij de grens stonden, en geallieerde barbaarse stammen die dienden als bufferstaten. Welke defensieve strategie de Romeinen toepasten, het was duidelijk dat ze minder succesvol waren in het weerhouden van de barbaren om het rijk binnen te dringen dan in de eerste en tweede eeuw. De reden hiervoor kan ofwel een zwaardere druk van de barbaren geweest zijn, ofwel de gewoonte om grote legers, bestaande uit de beste troepen, dicht bij het centrum van het rijk te houden, waardoor de grensposten te weinig ondersteuning kregen.

## Verder lezen
- W. Ramsay, art. Exercitus, in W. Smith (ed.), A Dictionary of Greek and Roman Antiquities, Londen, pp. 489‑511.
- M. Simkins, The Roman Army from Caesar to Trajan, Oxford, 1984. ISBN 0850455286 (herziene editie)
- B. Van Daele, Het Romeinse leger, Leuven, 2003. ISBN 9058262243